# Margo Harshman
Margo Cathleen Harshman (San Diego, 4 marzo 1986) è un'attrice statunitense.

## Biografia
Harshman nasce il 4 marzo 1986 a San Diego, in California, ma si trasferisce a La Costa, dove trascorre 12 anni della sua vita insieme alla sua famiglia, formata da due sorelle e un fratello maggiore. Successivamente, si trasferisce nella Contea di Orange, dove termina gli studi alla Foothill High School.
A 2 anni, sua nonna la accompagna a dei concorsi di bellezza, a 3 inizia a praticare ginnastica e danza, mentre a 5 anni impara a suonare il piano.

## Carriera
Margo Harshman inizia a dedicarsi alla recitazione all'età di 8 anni, apparendo in teatro e nelle pubblicità. Diventa famosa per aver interpretato, tra il 1999 e il 2003, il personaggio di Tawny Dean nella serie Disney Channel Even Stevens, accanto a Shia LaBeouf. Successivamente, lavora in alcune serie televisive e film; nel 2006, è la protagonista del film horror Simon Says con Crispin Glover. Nel 2008, recita nei film Keith, accanto a Jesse McCartney, e In viaggio per il college nel ruolo di Katie, una delle amiche della protagonista, interpretata da Raven-Symoné.
Nel 2012, l'attrice prenderà parte alla serie televisiva Bent, nei panni della sorella minore della protagonista, Alex. Dal 2013 interpreta il ruolo ricorrente di Delilah Fielding (nella parte della moglie dell'agente speciale Timothy "Tim" McGee) nella serie NCIS - Unità anticrimine.

## Filmografia

### Cinema
- The Elf Who Didn't Believe, regia di Rodney McDonald (1997)
- Ricetta per un disastro (Recipe for Disaster), regia di Harvey Frost (2003)
- Fellowship, regia di Luke Eberl - cortometraggio (2005)
- The Adventures of Big Handsome Guy and His Little Friend, regia di Dennie Gordon - cortometraggio (2006)
- Simon Says, regia di William Dear (2006)
- Hiding Victoria, regia di Dan Chinander (2006)
- La setta delle tenebre (Rise), regia di Sebastian Gutierrez (2007)
- In viaggio per il college (College Road Trip), regia di Roger Kumble (2008)
- Keith, regia di Todd Kessler (2008)
- From Within, regia di Phedon Papamichael (2008)
- Legacy, regia di Jason Dudek (2008)
- Extreme Movie, regia di Adam Jay Epstein e Andrew Jacobson (2008)
- Fired Up! - Ragazzi pon pon (Fired Up!), regia di Will Gluck (2009)
- Jenny Got a Boob Job - cortometraggio (2009)
- Patto di sangue (Sorority Row), regia di Stewart Hendler (2009)
- Mentryville, regia di Jason Dudek (2014)

### Televisione
- Murphy's Dozen, regia di Gavin O'Connor – film TV (2001)
- Titletown, regia di Lee Shallat Chemel – film TV (2003)
- Even Stevens – serie TV, 47 episodi (1999-2003)
- Una famiglia allo sbaraglio (The Even Stevens Movie), regia di Sean McNamara – film TV (2003)
- Run of the House – serie TV, 18 episodi (2003-2004)
- Senza traccia (Without a Trace) – serie TV, episodio 2x24 (2004)
- Center of the Universe – serie TV, episodi 1x02-1x04 (2004)
- Everwood – serie TV, episodio 4x03 (2005)
- Grey's Anatomy – serie TV, episodio 3x05 (2006)
- Journeyman – serie TV, episodio 1x08 (2007)
- Judy's Got a Gun, regia di Sheree Folkson – film TV (2007)
- 90210 – serie TV, episodio 1x07 (2008)
- Boston Legal – serie TV, episodio 5x11 (2008)
- Modern Family – serie TV, episodio 1x09 (2009)
- $#*! My Dad Says – serie TV, episodio 1x11 (2010)
- Dr. House - Medical Division (House, M.D.) – serie TV, episodio 8x14 (2012)
- Bent – serie TV, 6 episodi (2012)
- The Big Bang Theory – serie TV, episodi 6x03-6x08-6x12-6x16 (2012)
- NCIS - Unità anticrimine (NCIS) – serie TV, 19 episodi (2013-2024)
- Betas – serie TV, 4 episodi (2013)
- Bones – serie TV, episodio 9x09 (2013)
- Un amore improvviso (Love on the Vines), regia Bradford May – film TV (2016)
- How I Met Your Father – serie TV, episodio 1x06 (2022)

## Premi e candidature
- 2004 - Young Artist Awards
  - Candidatura Best Performance in a TV Movie, miniseries or special - Supporting Young Actress (Una famiglia allo sbaraglio)[4]
  - Candidatura Best Performance in a TV series (Comedy or Drama) - Supporting Young Actress (Even Stevens)[4]

## Doppiatrici italiane
Nelle versioni in italiano delle opere in cui ha recitato, Margo Harshman è doppiata da:
- Chiara Gioncardi in NCIS - Unità anticrimine (1^ voce), Un amore improvviso
- Francesca Manicone in In viaggio per il college, Big Bang Theory
- Alessia Amendola in Ricetta per un disastro, Senza Traccia
- Eleonora Reti in Fired Up! - Ragazzi pon pon
- Federica De Bortoli in La setta delle tenebre
- Letizia Scifoni in $#*! My Dad Says
- Gemma Donati in Patto di sangue
- Perla Liberatori in Keith
- Micaela Incitti in Grey's Anatomy
- Benedetta Degli Innocenti in NCIS - Unità anticrimine (2^ voce)
- Cristiana Esposito in How I Met Your Father
- Elisa Carucci in CSI - Scena del crimine